# JOW Bezpartyjni
JOW Bezpartyjni – komitet wyborczy wyborców powołany na wybory parlamentarne w Polsce w 2015.
Komitet został powołany przez środowiska, które wcześniej, w wyborach prezydenckich w maju tego samego roku, uczestniczyły w kampanii wyborczej Pawła Kukiza, jednak ostatecznie nie porozumiały się z nim w sprawie partycypacji w ruchu Kukiz’15. Współpraca tych środowisk z Pawłem Kukizem zakończyła się w połowie lipca 2015, kiedy to zdecydowano o odrębnym starcie do parlamentu. Pierwotnie robocza nazwa nowego ruchu brzmiała „Bezpartyjni.org”. Inicjatywę współtworzyli bezpartyjni działacze samorządowi z różnych regionów (w znacznej mierze dolnośląscy Bezpartyjni Samorządowcy) i Ruch Obywatelski na rzecz Jednomandatowych Okręgów Wyborczych. Deklarację ruchu podpisało 29 działaczy, m.in. Robert Raczyński (prezydent Lubina i działacz BS), Piotr Roman (prezydent Bolesławca i działacz BS), Konrad Rytel (wiceburmistrz Piastowa i prezes Mazowieckiej Wspólnoty Samorządowej), Patryk Wild i Tymoteusz Myrda (radni sejmiku dolnośląskiego z listy BS), Patryk Hałaczkiewicz (czołowy działacz RO na rzecz JOW, były szef sztabu wyborczego Pawła Kukiza), Antoni Kamiński (profesor, ekspert RO na rzecz JOW), Elżbieta Hibner (była członkini zarządu województwa łódzkiego, działaczka Łodzian Bez Partii), Łukasz Mejza (radny sejmiku lubuskiego z ramienia Lepszego Lubuskiego), Piotr Guział (radny Warszawy, były burmistrz Ursynowa, lider Warszawskiej Wspólnoty Samorządowej) czy Marek Ciesielczyk (radny Tarnowa, wiceprzewodniczący stowarzyszenia Oburzeni).
W wyborach parlamentarnych komitet zarejestrował początkowo listy w 10 z 41 okręgów wyborczych do Sejmu i kandydatów w 6 ze 100 okręgów do Senatu. Liderami list kandydatów do Sejmu zostali m.in. Patryk Wild, Andrzej Aumiller (były poseł i minister budownictwa, działacz Partii Emerytów Rencistów RP – jedyna osoba na listach komitetu deklarująca przynależność partyjną) i Wojciech Penkalski (poseł niezrzeszony, a wcześniej Ruchu Palikota i Twojego Ruchu oraz koła BiG). Ponadto wśród kandydatów JOW Bezpartyjnych, oprócz założycieli, znaleźli się m.in. łyżwiarka szybka Natalia Czerwonka, piłkarka ręczna Kaja Załęczna, piłkarz Zbigniew Zakrzewski czy ekonomista Andrzej Hordyj. W związku z brakiem rejestracji komitetu ogólnopolskiego część kandydatów zrezygnowała jednak ze startu (m.in. Patryk Wild), w związku z czym m.in. wyrejestrowane zostały listy w okręgach legnickim (z udziałem Natalii Czerwonki i Kai Załęcznej) i białostockim, a na liście w okręgu elbląskim ostatecznie znalazła się minimalna dopuszczalna liczba 8 kandydatów (ze startu zrezygnował m.in. Wojciech Penkalski).
Programem JOW Bezpartyjnych został tzw. Nowy Kontrakt Społeczny. Główne postulaty ruchu to wprowadzenie 460 jednomandatowych okręgów w wyborach do Sejmu, odbiurokratyzowanie instytucji państwowych i systemu edukacyjnego, decentralizacja administracji państwowej i finansów publicznych, uproszczenie systemu podatkowego oraz zmniejszenie opodatkowania pracy.
W wyborach do Sejmu komitet otrzymał 0,1% głosów w skali kraju (zajmując 12. miejsce). Nie uzyskał też żadnego mandatu w wyborach do Senatu.
14 marca 2017 ogłoszono powstanie Ruchu Samorządowego „Bezpartyjni”, będącego w znacznej mierze kontynuacją ruchu JOW Bezpartyjni. Pod domeną „Bezpartyjni.org” uruchomiona została strona internetowa „Bezpartyjnych”. Ruch wystawił ogólnopolski komitet Bezpartyjni Samorządowcy w wyborach samorządowych w 2018.